# Flávio Conceição
Pour les articles homonymes, voir Conceição.
Flávio Conceição est un footballeur brésilien né le 12 juin 1974 à Santa Maria da Serra (Brésil). Il évoluait au poste de milieu de terrain défensif.
Il a remporté la Ligue des champions en 2002 sous les couleurs du Real Madrid.
International brésilien (45 sélections), il a participé aux Jeux olympiques d'Atlanta en 1996.

## Palmarès
- Vainqueur de la Ligue des champions en 2002 avec le Real Madrid
- Champion d'Espagne en 2000 avec le Deportivo La Corogne, en 2001 et 2003 avec le Real Madrid
- Vainqueur de la Supercoupe de l'UEFA en 2002 avec le Real Madrid
- Vainqueur de la Coupe intercontinentale en 2002 avec le Real Madrid
- Champion du Brésil en 1993 et 1994 avec Palmeiras
- Champion de l'État de São Paulo en 1994 et 1996 avec Palmeiras
- Vainqueur de la Coupe de Turquie en 2005 avec Galatasaray
- Vainqueur de la Copa América en 1997 et 1999 avec l'équipe du Brésil
- Vainqueur de la Coupe des confédérations en 1997, et finaliste en 1999 avec l'équipe du Brésil
- 45 sélections en équipe du Brésil entre 1995 et 2000 (4 buts)[1]